# Giuseppe Grezzi
Giuseppe Grezzi (Vico Equense, 1973) és un polític i activista ecologista valencià d'origen napolità. Va ser portaveu de Verds Equo, de 2017 a 2019 un dels partits que formen Compromís i regidor de Mobilitat Sostenible, Platges i Qualitat Acústica i de l'Aire a l'Ajuntament de València.
El 15 de juliol del 2000 es traslladà a la Ciutat de València, on resideix des d'aleshores. A València, va començar a col·laborar amb l'associació ecologista València Verda, on entrà en contacte amb gent vinculada a Els Verds del País Valencià, partit on va militar. Després de la fundació d'Els Verds-Esquerra Ecologista, Grezzi es va unir al nou partit, i en va esdevenir el representant a la ciutat de València.
Després de les eleccions municipals de 2015 va ser nomenat regidor de Mobilitat Sostenible de la ciutat de València. És considerat l'artífex de la millora i ampliació de la xarxa del carril bici a la ciutat de València per mitjà de l'anell ciclista.